# Nevenschaelsberggroeve

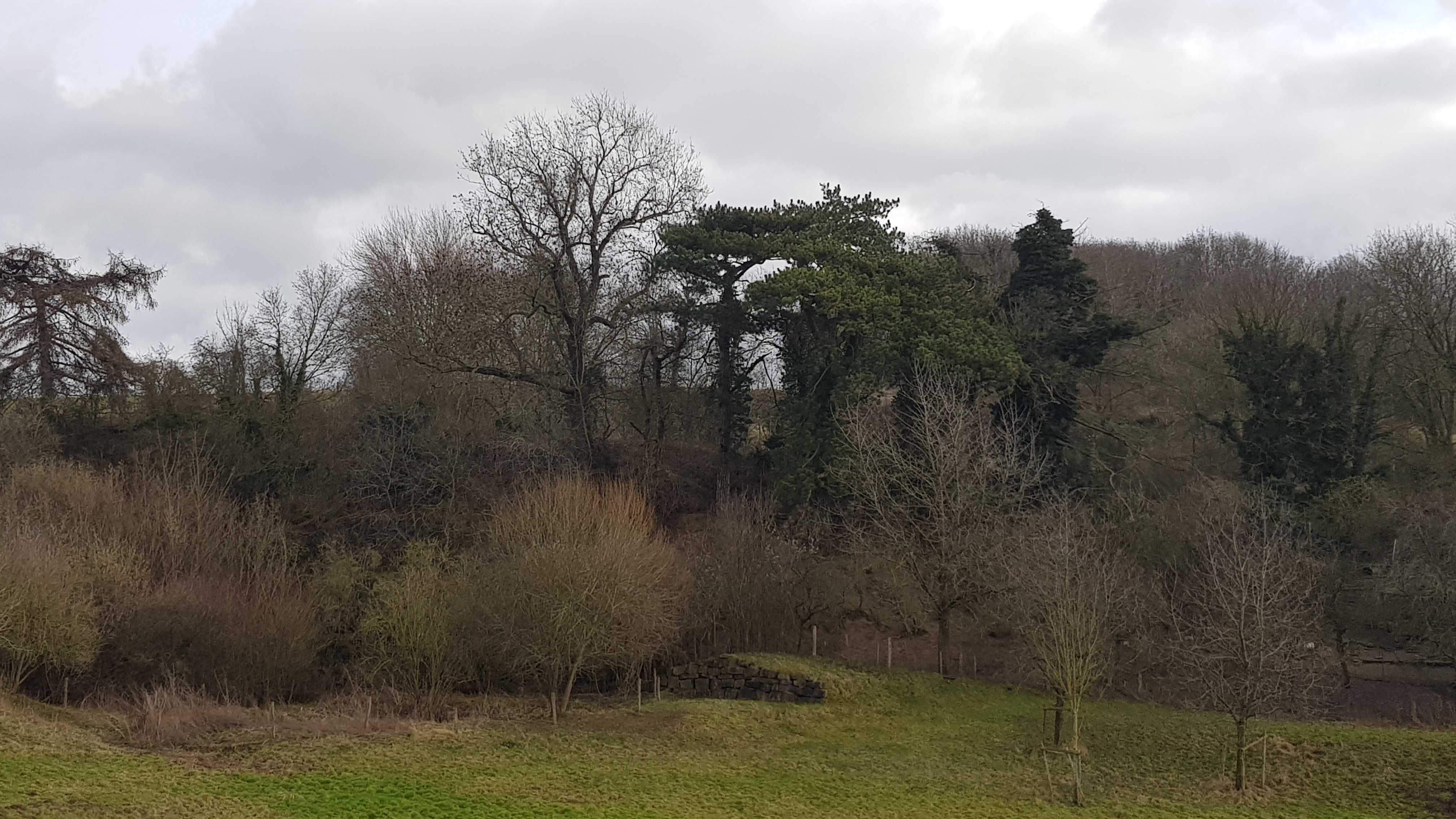
De locatie van de groeve

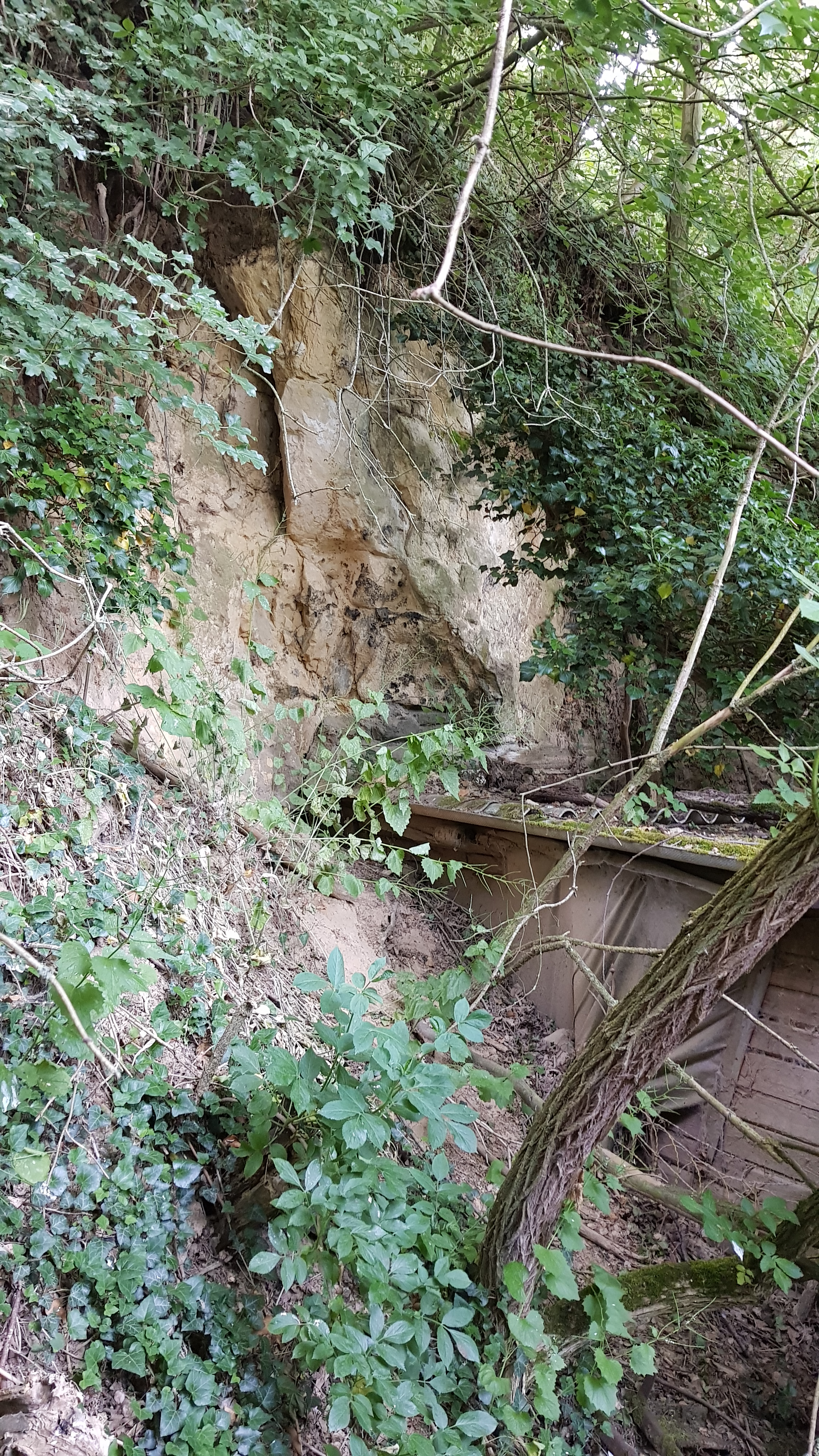
Kalksteenwand boven de groeve-ingang

De Nevenschaelsberggroeve, Nevenschaesberggroeve, Paardenstalgroeve of Groeve achter de paardenstal is een Limburgse mergelgroeve in Nederlands Zuid-Limburg in de gemeente Valkenburg aan de Geul. De ondergrondse kalksteengroeve ligt nabij de Oosterweg en Euverem ten oosten van Valkenburg. De groeve ligt in de westelijke helling van de Schaelsberg aan de zuidoostelijke rand van het Centraal Plateau in de overgang naar het Geuldal. Ter plaatse duikt het plateau een aantal meter steil naar beneden.
De groeve ligt naast de dagbouwgroeve Groeve Schaelsberg met de ingang ten westen er van. Op ongeveer 100 meter naar het zuidoosten ligt aan de andere kant van de dagbouwgroeve de Schaelsberggroeve. Op ongeveer 350 meter naar het noorden ligt de groeve Auvermansboschke, op ongeveer 375 meter naar het noordwesten ligt de Oosterweggroeve II, op ongeveer 160 meter naar het zuiden ligt de Oosterweggroeve I en op ongeveer 300 meter naar het zuidoosten ligt de Groeve Kasteel Oost.

## Geschiedenis
De groeve werd door blokbrekers ontgonnen voor de winning van kalksteen, maar de periode waarin dat gebeurde is niet precies bekend.

## Groeve
De groeve heeft een oppervlakte van ongeveer 10 vierkante meter en een ganglengte van zes meter.